# Itsuo Nakashima
Itsuo Nakashima é um ilustrador, animador e roteirista japonês naturalizado brasileiro, é filho do também animador, Ypê Nakashima, criador do longa-metragem de animação Piconzé.

## Biografia
Itsuo é o terceiro filho de Ypê Nakashima e Emiko Nakashima, contudo, seus dois irmãos morreram, nascido no Japão, em 1956, se muda com os pais para o Brasil, em São Paulo, seu pai produziu artigos, tiras e charges para publicações da  colônia japonesa, até fundar o estúdio de animação Telstar, tendo como sócio João Luis de Carvalho Araújo, em 1973, após seis anos de produção, o Telstar lança o longa animado Piconzé, terceiro longa-metragem de animação e segundo colorido do país. Ypê viria a falecer dois anos depois, vítima de uma hemorragia interna. Em 1979, Itsou trabalhou como assistente de animação do curta-metragem O Natal da Turma da Mônica, Em 1982, Itsuo atou como animador e roteirista do filme da As Aventuras da Turma da Mônica,  do estúdio Black & White & Color de Maurício de Sousa, no ano seguinte, animou e co-roteirizou o filme A Princesa e o Robô, em parceria com José Márcio Nicolosi. Na década de 1990, produziu filmes publicitários da Turma da Mônica, além de elaborar e dirigir o projeto VideoGibi. Na década de 2000, atuou como ilustrador de livros didáticos, em 2009, produziu um documentário sobre o pai, coproduzido com Helio Ishii e exibido junto com Piconzé em exposições na Fundação Japão e no festival Anima Mundi. atualmente produz storyboard para uma série da Turma do Penadinho.
Em 2016, em parceria com o estúdio Ideograph, iniciou a produção de "Os Irmãos Amazonas", projeto inacabado de Ypê.

## Filmografia
- As Aventuras da Turma da Mônica (animador)
- A Princesa e o Robô (animador e roteirista)

- Os Trapalhões no Reino da Fantasia (animador)